# Hypnotix
Hypnotix je hudební skupina, která vznikla v roce 1988 v Praze. Základní ideou, která stála u jejího vzniku, bylo vytvořit skupinu kombinující hypnotické rytmy s jazzovou a rockovou improvizací hudebníků. První deska skupiny, Rastaman v Praze, vyšla ještě na vinylu. V hudbě Hypnotix je hodně znát inspirace africkými rytmy. Od počátku skupina spolupracovala se senegalským poetou a tanečníkem Bouramou Badjim. Skupina vydala řadu desek u německého labelu African Dance Records a měla řadu turné po celé Evropě.[zdroj?]
Dosud výrazně dubová a reggae hudba skupiny začala absorbovat další vlivy poté, co v roce 2001 navázala spolupráci s bengálským zpěvákem Moshinem Mortabou. Hudebně se tak skupina posunula od západoafrických rytmů k indickým melodickým linkám. Po odchodu Bourami Badjiho sestavu skupiny posílil ještě zpěvák a raper Strictly Orange, dřívější člen pražské skupiny Skyline. V takové sestavě Hypnotix vydali jednu desku, pojmenovanou Bagua. Od roku 2005 Hypnotix pracuje v rámci nového projektu pojmenovaného Where the Spirit Lives. V roce 2006 vydali stejnojmennou desku.[zdroj?] Od roku 2023 skupina spolupracuje s indickou umělkyní Papiou Ghoshal.[zdroj?]

## Členové skupiny
- Ego L. Din - vokály, africké bubny
- Milada Ditrichová - percussion, bicí
- Michal Ditrich - baskytara, kontrabas
- Přemek Urban - klávesy
- Marek Novotný - kytary

## Bývalí členové kapely
- Bourama Badji
- Mohsin Mortaba
- MC Stricly Orange
- Petr Pokorný
- Luboš Hnát
- Vláďa Keicher

## Zakládající členové kapely
- "Bourama Badji"
- "Michal Ditrich"
- "Milada Ditrichová"
- "Karel Babuljak"
- "Jiří Charypar"
- "Václav Slon Kořán"

## Diskografie
- 1990 Rastaman in Prague LP (Bonton)
- 1993 New world order (MonitorEMI)
- 1995 Right time (Popron)
- 1997 New World Order (African dance)
- 1998 Global fusion remixes EP African dance)
- 1999 Witness of our time (Globus Music)
- 2001 Kumah - Spirit of the world (Globus Music)
- 2001 Waato-Sitah (single) (Globus Music)
- 2001 Remax (remixes) (Globus Music)
- 2003 Bagua (XRecords, Baraka el Farnatschi)
- 2005 Selection One (Popron)
- 2006 Where the Spirit Lives (Popron)
- 2009 DVD 20 (Popron Music)